# Baglamas

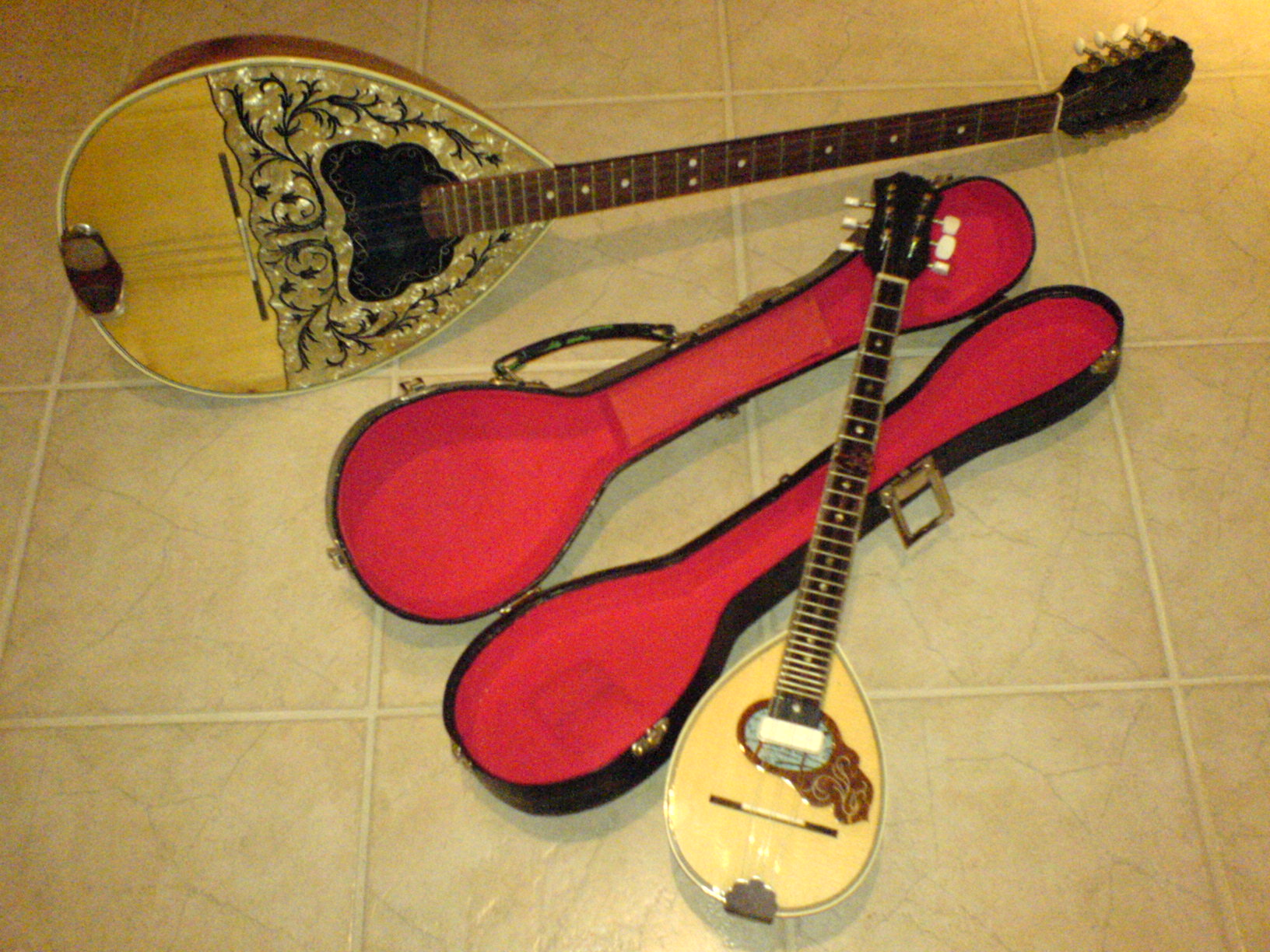
Baglamas (vorne) und Bouzouki

Die Baglamas (von türkisch bağlama) oder Baglamadaki (griechisch μπαγλαμάς (m.) bzw. μπαγλαμαδάκι, auch Tambouras) ist eine Miniaturversion der Bouzouki mit drei Doppelsaiten in der Stimmung D-a-d und wird als Rhythmus- und Melodieinstrument im Rembetiko verwendet. 
Beliebt wurde die kleine Baglamas bei Rembetiko-Musikern, deren Musik in Griechenland während der 1930er Jahre verboten war. Im Gegensatz zur großen Bouzouki konnte man dieses kleine Instrument nämlich unbemerkt unter einem Mantel verstecken und von den Behörden ungesehen transportieren. Auch heute noch gehört die Baglamas zu den klassischen Instrumenten des Rembetiko. 
Ein weiteres verwandtes Instrument ist der Tsouras (griechisch τζουράς, m.). Namensverwandt ist die bakllama in Südalbanien mit drei einzelnen Saiten.